# Akera bullata
Akera bullata is een slakkensoort uit de familie van de Akeridae. De wetenschappelijke naam van de soort is voor het eerst geldig gepubliceerd in 1776 door O. F. Müller.